# Iwanowo (Bulgarien)

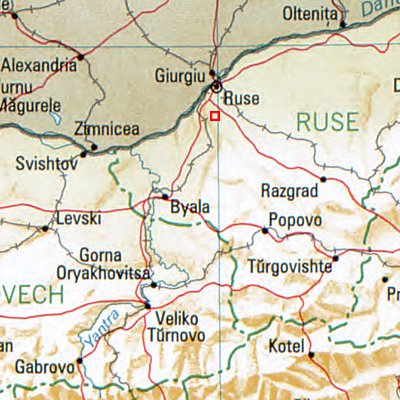
Iwanowo (rotes Viereck) – Bulgarien – Nachbarorte: Russe, Bjala, Popowo, Rasgrad

Iwanowo [iˈvanovo] (bulgarisch Иваново) ist ein Dorf im nordöstlichen Teil Bulgariens, Oblast Russe, am Fluss Russenski Lom im gleichnamigen Naturpark gelegen.
Nahe Iwanowo sind die Felskirchen von Iwanowo zu finden, seit 1979 Teil des UNESCO-Weltkulturerbes.